# Karin Rondia
Karin Rondia est une médecin et journaliste belge, née en juillet 1958 à Bruxelles.
Dans les années 1990, elle a présenté l’émission de télévision médicale Pulsations sur la RTBF, et elle est parfois invitée par l'émission radio Tout autre chose sur la RTBF (Première et Vivacité en semaine, de 10 à 11h30).
Après des études de médecine à l'ULg (1976-1983) elle fait ses débuts en journalisme en presse écrite (Libre Belgique, médias médicaux) en 1984, puis en télévision (RTL-TVi en 88, RTBf en 91). Elle crée l'émission Pulsations en 1994.
En 1999, elle quitte la RTBF pour reprendre un statut de freelance. 
En 2002, elle réalise un documentaire indépendant, "Radio-Schizo".
Par la suite elle concevra l'Espace des Biotechnologies du Centre de Culture Scientifique de l'ULB et collaborera à de nombreuses reprises avec la Fondation Roi Baudouin (projet «Mes neurones et moi», colloque international «Connecting Brains and Society», projet européen de consultation citoyenne «Meeting of Minds»).
De juin 2006 à mai 2012, elle a été rédactrice en chef du mensuel Équilibre, magazine du groupe Roularta qui aborde l'actualité de la santé. Ce magazine a la particularité de ne comporter aucune page de publicité.
En Avril 2013, elle prend la fonction de directrice médicale à la Fondation contre le Cancer.